# Augiades
Augiades là một chi bướm ngày thuộc họ Bướm nâu.